# Ars dictandi
Die Ars dictandi (lat. „Kunst des Schreibens“, auch: Ars dictaminis) bezeichnete im Mittelalter die Fähigkeit eines Schreibers, Briefe und Urkunden abzufassen. Die Texte von Alberich von Montecassino aus der zweiten Hälfte des 11. Jahrhunderts gelten als Grundlage der gleichnamigen Gattung. Ab dem 12. Jahrhundert entwickelte sich die Kunst des Schreibens als Epistolographie, als Wissenschaft der Briefkunst, in Bologna zum Zweig der Literaturwissenschaft, inspiriert durch Adalbertus Samaritanus. Seine lateinischen Praecepta Dictaminum gelten als Meilenstein der Literaturgeschichte.
Wichtige Vertreter der Ars dictandi sind Guido Faba, Magister Bernhardus, Boncompagno da Signa und Bene von Florenz.
Die Ars dictaminis entwickelt sich in drei Phasen:
1. In der ersten Hälfte des 12. Jahrhunderts entstehen in Bologna erste pragmatische Brieflehrbücher mit Mustersammlungen. Zielgruppe waren Kleriker und Laien, die Briefe im bürokratischen Alltag in den italienischen Kommunen und der Kirchenverwaltung verfassen wollten. Adalbertus Samaritanus' Praecepta Dictaminum, Hugo Canonicus Rationes dictandi und die anonymen Rationes dictandi gehören in diese Phase.
2. In der zweiten Hälfte des 12. Jahrhunderts übernimmt eine französische Schule (im Loiretal) die Texte aus Italien und ergänzt sie um theoretische Reflexionen aus der Rhetorik. Die französische Schule führt die Unterweisung im cursus (Rhythmik) in die Ars dictandi ein. Wichtige Texte sind das dictamen Bernardi, der Libellus de Arte Dictandi Rhetorice und die Ars dictandi Aurelianensis.
3. In der ersten Hälfte des 13. Jahrhunderts verbreitet sich die Literaturgattung über ganz Europa, verlagert ihren Schwerpunkt aber wieder nach Norditalien. Sie wird Teil einer systematischen Diskussion der antiken und mittelalterlichen Rhetorik. Vertreter dieser Phase sind Guido Fabas Summa dictaminis und das Candelabrum des Bene von Florenz.
Die Entwicklung seit dem 14. Jahrhundert, etwa neuartige Kommentartypen wie in den Notabilia super summa de arte dictandi eines Magister Simon, ist noch nicht systematisch erforscht. Weit verbreitet waren die Werke des Laurentius von Aquileia (um 1300) und dessen Schülers Johannes Bondi de Aquilegia (Giovanni da Aquileia).
Im ersten Viertel des 15. Jahrhunderts verfasste ein vermutlich in Wien tätig gewesener Magister Nicolaus († 1425) eine Ars dictandi, die als Handschrift unter dem Titel Modus dictandi in Reichenhall überliefert ist und im Kern aus rhetorischen Anweisungen zu den fünf Brief-Teilen salutatio, exordium, narratio, petitio und conclusio besteht.
Die Bezeichnung wird auch als Titel für neuzeitliche Bücher verwendet, welche dem Leser einen mustergültigen Korrespondenzstil vermittelten. Diese Lehrbücher befassten sich theoretisch wie praktisch mit der Kunst des Briefstils und lösten die bis dahin beliebten Formelbücher ab. Die Ars dictaminis war demnach eine Zwischenstufe der geschriebenen Briefsteller als Anweisung zum mustergültigen Briefstil.

## Ars notariae
Die Lehre von der richtigen Erstellung von Urkunden verselbständigte sich mit Rainerius Perusinus im 13. Jahrhundert zur ars notariae, deren einflussreichster Vertreter Rolandinus Passagerius ist.
Der Aufbau einer typischen mittelalterlichen Urkunde gliederte sich demnach verpflichtend in drei Hauptabschnitte, das Protokoll, den Textteil und das Eschatokoll (abschließendes Protokoll).
Das Protokoll einer typischen Herrscherurkunde bestand aus Invocatio (Anrufung „Im Namen...“), Intitulatio (Name und Titel des Ausstellers mit Devotio: „..., von Gottes Gnaden...“), Inscriptio (Benennung des Adressaten inklusive begrüßender Salutatio) und Arenga (überleitende Phrase). Der anschließende eigentliche Textteil setzte sich zusammen aus der Promulgatio (Verkündungsformel), der Narratio (Schilderung von Vorgeschichte und Sachverhalt), der Dispositio (der rechtlichen Abwägung), der Sanctio (Belehrung über Folgen einer Übertretung der Auflage) und schließlich der Benennung der Mittel zur Beglaubigung in der Corroboratio. Auf den zentralen Textteil folgten im Eschatokoll die Unterzeichnung der Urkunde durch Aussteller und gegebenenfalls Zeugen in den Subscriptiones sowie das jeweilige Datum unter Angabe von Ort und Zeit.